# Kadeem Hardison
Kadeem Hardison (Brooklyn, Nueva York, 24 de julio de 1965) es un actor estadounidense. Es hijo de la modelo Bethann Hardison, y saltó a la fama después de conseguir el papel de Dwayne Wayne en la serie de televisión A Different World, un spin-off de la comedia de NBC The Cosby Show. También es conocido por interpretar a Craig Cooper, el padre de la protagonista, en la serie de televisión de Disney Channel K.C. Undercover. Hardison también apareció en la primera temporada de la serie de comedia de Showtime Black Monday, e interpretó a Bowser, uno de los personajes principales de la serie de Netflix Teenage Bounty Hunters. El 14 de febrero de 2025, se anunció que Hardison formaría parte del elenco principal de la tercera temporada de la serie de HBO Euphoria.

## Biografía
Hardison nació en Brooklyn, Nueva York, siendo hijo único de Donald McFadden, un coleccionista de antigüedades y bellas artes, y Bethann Hardison, una modelo afrodescendiente pionera, y activista defensora de la diversidad en la industria de la moda.

## Carrera
Hardison fue miembro principal del elenco de la comedia A Different World, como Dwayne Wayne, y miembro del elenco principal de K.C. Undercover y las comedias de corta duración Abby y Between Brothers. Su carrera fue dirigida predominantemente por su madre. También apareció como actor invitado en varias otras series de televisión, incluidas Living Single, Girlfriends, Under One Roof, The Boondocks (como él mismo), Greek, Parenthood y en Everybody Hates Chris como el juez. Entre las series y películas en las que ha participado se encuentran Escapee, Rappin', School Daze, Def by Temptation, Vampire in Brooklyn, 30 Years to Life, Made of Honor, The 6th Man, Drive, Renaissance Man, Panther, The Fantasia Barrino Story: Life Is Not a Fairy Tale, Bratz, Biker Boyz, Who's Your Daddy?, The Crow: Stairway to Heaven, I'm Gonna Git You Sucka, Blind Faith, Showtime, White Men Can't Jump y B.C. Butcher. Aparece en el videojuego Beyond: Two Souls para PlayStation 3 de 2013 como Cole Freeman, un médico del Departamento de Actividad Paranormal de los Estados Unidos.

## Vida personal
Hardison estuvo casado con la cantante estadounidense Chanté Moore desde 1997 hasta el año 2000, y tienen juntos una hija llamada Sophia (n. 1996). Hardison sigue siendo un amigo cercano del actor Darryl M. Bell, quien interpretó a su mejor amigo Ron Johnson en A Different World. Ambos hicieron una aparición juntos en Househusbands of Hollywood de FOX.

## Filmografía

### Películas
| Año  | Título                                              | Papel                     | Notas                  |
| ---- | --------------------------------------------------- | ------------------------- | ---------------------- |
| 1984 | Beat Street                                         | Estudiante de secundaria  |                        |
| 1984 | The House of Dies Drear                             | Mac Darrow                | Película de televisión |
| 1984 | Go Tell It on the Mountain                          | Royal                     |                        |
| 1985 | Rappin'                                             | Moon                      |                        |
| 1987 | Enemy Territory                                     | A-Train                   |                        |
| 1988 | School Daze                                         | Edge                      |                        |
| 1988 | I'm Gonna Git You Sucka                             | Willie                    |                        |
| 1989 | Dream Date                                          | Jim Parker                | Película de televisión |
| 1990 | Def by Temptation                                   | 'K'                       |                        |
| 1992 | White Men Can't Jump                                | Junior                    |                        |
| 1994 | Gunmen                                              | Izzy                      |                        |
| 1994 | Renaissance Man                                     | Soldado Jamaal Montgomery |                        |
| 1995 | Panther                                             | Judge                     |                        |
| 1995 | Vampire in Brooklyn                                 | Julius Jones              |                        |
| 1997 | The 6th Man                                         | Antoine Tyler             |                        |
| 1997 | Drive                                               | Malik Brody               |                        |
| 1998 | Blind Faith                                         | Eddie Williams            |                        |
| 2000 | Dancing in September                                | Winston                   |                        |
| 2001 | 30 Years to Life                                    | Bruce                     |                        |
| 2001 | Fire & Ice                                          | Michael Williams          | Película de televisión |
| 2001 | Instinct to Kill                                    | Lance Difford             |                        |
| 2001 | Thank Heaven                                        | Billy Ferrell             |                        |
| 2002 | Showtime                                            | Kyle                      |                        |
| 2002 | Red Skies                                           | Riley                     | Película de televisión |
| 2002 | Who's Your Daddy?                                   | Andy Brookes              | Directa a video        |
| 2003 | Biker Boyz                                          | T.J.                      |                        |
| 2003 | Dunsmore                                            | Walter Taylor             |                        |
| 2004 | Face of Terror                                      | Jefferson                 |                        |
| 2006 | The Cassidy Kids                                    | Dennis Peabody            |                        |
| 2006 | Love Hollywood Style                                | Ice Pop                   |                        |
| 2006 | Life Is Not a Fairytale: The Fantasia Barrino Story | Joseph Barrino            | Película de televisión |
| 2007 | Bratz                                               | Padre de Sasha            |                        |
| 2008 | Made of Honour                                      | Felix                     |                        |
| 2008 | The Sweep                                           | Tyrone                    |                        |
| 2010 | Ashes                                               | Matthew                   |                        |
| 2011 | Escapee                                             | Detective Pars            |                        |
| 2011 | The Hop Off                                         | Charles Lee               | Cortometraje           |
| 2011 | Ricochet                                            | Bob Worley                | Película de televisión |
| 2013 | The Dark Party                                      | Jeff                      |                        |
| 2013 | Zerosome                                            | Cyrus Wainwright          |                        |
| 2014 | Android Cop                                         | Sargento Jones            |                        |
| 2014 | Rescuing Madison                                    | Steven                    | Película de televisión |
| 2015 | Sister Switch                                       | Gregory Cole              |                        |
| 2016 | B.C. Butcher                                        | Narrador                  |                        |
| 2016 | Queen of Hearts                                     | Book                      | Cortometraje           |
| 2018 | The Christmas Pact                                  | Padre de Sadie            | Película de televisión |
| 2019 | Paddleton                                           | David                     |                        |
| 2020 | Psych 2: Lassie Come Home                           | Wilkerson                 | Película de televisión |
| 2020 | Playing with Beethoven                              | Ted                       |                        |
| 2024 | ClearMind                                           | Tom                       |                        |

### Televisión
| Año       | Título                                          | Papel                           | Notas                                                   |
| --------- | ----------------------------------------------- | ------------------------------- | ------------------------------------------------------- |
| 1981      | ABC Afterschool Specials                        | -                               | 1 episodio                                              |
| 1984      | The Cosby Show                                  | Phillip Washington              | 1 episodio                                              |
| 1985      | American Playhouse                              | Royal                           | 1 episodio                                              |
| 1987      | Spenser: For Hire                               | Bobby Waters                    | 1 episodio                                              |
| 1987-1993 | A Different World                               | Dwayne Cleofis Wayne            | Main Cast                                               |
| 1988      | TV's Bloopers & Practical Jokes                 | Él mismo                        | 1 episodio                                              |
| 1990      | Saturday Morning Videos                         | Él mismo                        | Anfitrión principal                                     |
| 1990      | The Fresh Prince of Bel-Air                     | Él mismo                        | 1 episodio                                              |
| 1991      | Sesame Street                                   | Él mismo                        | 1 episodio                                              |
| 1992      | CBS Schoolbreak Special                         | Henry Brooks                    | 1 episodio                                              |
| 1992      | Out All Night                                   | Dean                            | 1 episodio                                              |
| 1992      | Roc                                             | Rev. Adams                      | 1 episodio                                              |
| 1994      | Captain Planet and the Planeteers               | Goki (voz)                      | 1 episodio                                              |
| 1995      | Living Single                                   | Marcus Hughes                   | 1 episodio                                              |
| 1997      | Touched by an Angel                             | Marc Hamilton                   | 1 episodio                                              |
| 1997-1999 | Between Brothers                                | Charles Gordon                  | Papel principal                                         |
| 1998      | Love Boat: The Next Wave                        | Perry                           | 1 episodio                                              |
| 1998      | Linc's                                          | -                               | 1 episodio                                              |
| 1998      | Fantasy Island                                  | Michael Wilkinson               | 1 episodio                                              |
| 1998-1999 | The Crow: Stairway to Heaven                    | Skull Cowboy                    | Papel recurrente                                        |
| 2000      | Just Shoot Me!                                  | Tad Gallow                      | 1 episodio                                              |
| 2000      | Happily Ever After: Fairy Tales for Every Child | Payaso (voz)                    | 1 episodio                                              |
| 2001      | Intimate Portrait                               | Él mismo                        | 1 episodio                                              |
| 2001      | What About Joan?                                | Ben                             | 1 episodio                                              |
| 2002-2003 | Livin' Large                                    | Él mismo                        | Anfitrión principal                                     |
| 2003      | Abby                                            | Will Jefferies                  | Papel principal                                         |
| 2000-2004 | Static Shock                                    | Adam Evans/Rubberband Man (voz) | Papel recurrente: Temporadas 1, 2 y 4                   |
| 2005      | One on One                                      | Director                        | 1 episodio                                              |
| 2006      | Just for Kicks                                  | Charles Atwood                  | Papel recurrente                                        |
| 2006      | My Name is Earl                                 | Owner                           | 1 episodio                                              |
| 2006-2007 | House                                           | Abogado Howard Gemeiner         | Papel recurrente: Temporada 3                           |
| 2007      | Girlfriends                                     | Eldon Parks                     | Papel recurrente: Temporada 7                           |
| 2007-2009 | Everybody Hates Chris                           | Juez Harry Watkins              | Invitado: Temporadas 3-4                                |
| 2008      | Under One Roof                                  | Jamal                           | 1 episodio                                              |
| 2009      | Greek                                           | Brian Howard                    | 1 episodio                                              |
| 2009      | Cold Case                                       | Andrew 'Huxtable' Garrett '09   | 1 episodio                                              |
| 2010      | Ghost Whisperer                                 | Dean Olson                      | 1 episodio                                              |
| 2010      | The Boondocks                                   | Himself/Bald Actor (voice)      | 1 episodio                                              |
| 2012      | Parenthood                                      | Richard Gilchrist               | 1 episodio                                              |
| 2012      | Family Guy                                      | Jugador de la NBA (voz)         | 1 episodio                                              |
| 2013      | Cult                                            | Paz                             | Papel recurrente                                        |
| 2015      | Unsung Hollywood                                | Él mismo                        | 1 episodio                                              |
| 2015-2018 | K.C. Undercover                                 | Craig Cooper                    | Papel principal                                         |
| 2016      | Unsung Hollywood                                | Él mismo                        | 1 episodio                                              |
| 2016      | Supernatural                                    | Russell Lemmons                 | 1 episodio                                              |
| 2017      | 9JKL                                            | Terrance                        | 1 episodio                                              |
| 2017      | K.9. Undercover                                 | Craig Cooper (voz)              | 1 episodio                                              |
| 2018      | Love Is                                         | Norman                          | Papel recurrente                                        |
| 2019      | Black Monday                                    | Spencer                         | Papel recurrente: Temporada 1                           |
| 2020      | Teenage Bounty Hunters                          | Bowser Jenkins                  | Papel principal                                         |
| 2021      | Reunion Road Trip                               | Él mismo                        | 1 episodio                                              |
| 2022      | The Lincoln Lawyer                              | Detective Kinder                | Papel recurrente: Temporada 1                           |
| 2022      | Moonhaven                                       | Arlo                            | Papel principal                                         |
| 2022-2024 | Grown-ish                                       | Carnegie P. Miller              | Invitado: Temporadas 4-5, Papel recurrente: Temporada 6 |
| 2023-2024 | The Chi                                         | Professor Gardner               | Papel recurrente: Temporada 6                           |
| 2024      | That 90's Show                                  | Marcus                          | 1 episodio                                              |
| TBA       | Criminal                                        | Gnarley                         | [ 6 ]                                                   |

### Vídeos musicales
| Año  | Canción                  | Artista       |
| ---- | ------------------------ | ------------- |
| 1991 | "Monster in the Mirror"  | Sesame Street |
| 1995 | "Just tah Let U Know"    | Eazy-E        |
| 2001 | "Careful (Click, Click)" | Wu-Tang Clan  |

### Videojuegos
| Año  | Título            | Papel        | Notas                                    |
| ---- | ----------------- | ------------ | ---------------------------------------- |
| 2013 | Beyond: Two Souls | Cole Freeman | Actuación de voz y captura de movimiento |

## Influencia cultural
- Linda Rosenkrantz y Pamela Redmond Satran le dan crédito a Hardison por hacer familiar el nombre "Kadeem".
- Hardison es el modelo del personaje principal Michael "The Cool" Young History en los encartes del álbum The Cool de Lupe Fiasco.
- Hardison fue el tema principal de la letra del sencillo de 1999 de su entonces esposa Chanté Moore, "Chanté's Got a Man".
- En una conferencia de prensa después del Juego 4 de las Finales de la NBA de 2012, Dwyane Wade usó gafas de sol y dijo que estaba "rindiendo un pequeño homenaje a Dwayne Wayne esta noche", haciendo referencia al popular personaje de Hardison en A Different World.[7]
- En la temporada 2, episodio 7 de Psych ("Si eres tan inteligente, entonces ¿por qué estás muerto?"), Gus hace referencia a utilizar el "método Kadeem Hardison" para besar a una chica.
- Hardison aparece como narrador en el álbum de 2019 de Add-2, Jim Crow: The Musical.[8]